# Гостинное (Белопольский район)
Гостинное (укр. Гостинне) — село,
Жовтневенский поселковый совет,
Белопольский район,
Сумская область,
Украина.
Код КОАТУУ — 5920655305. Население по переписи 2001 года составляло 108 человек .

## Географическое положение
Село Гостинное находится на правом берегу реки Вир,
выше по течению на расстоянии в 1 км расположен пгт Николаевка,
ниже по течению примыкает село Самара,
на противоположном берегу — село Пащенково.
Рядом проходит железнодорожная ветка Жовтневое-Амбары.